# Чанком (муниципалитет)
Чанко́м (исп. Chankom) — муниципалитет в Мексике, штат Юкатан, с административным центром в одноимённом городе. Численность населения, по данным переписи 2010 года, составила 4464 человека.

## Общие сведения
Название Chankom с майяйского можно перевести как небольшая долина, состоящее из Chan — небольшой, маленький, и Kom — долина, ложбина, овраг.
Площадь муниципалитета равна 443 км², что составляет 1,11 % от общей площади штата, а наивысшая точка — 30 метров, расположена в поселении Шкалакцонот.
Он граничит с другими муниципалитетами Юкатана: на севере с Тинумом, на востоке с Кауа и Текомом, на юге-востоке с Чикинцонотом, а на юге и западе с Яшкабой.

## Учреждение и состав
Муниципалитет был образован 25 февраля 1935 года, в его состав входит 16 населённых пунктов, самые крупные из которых:
| Код INEGI | Населённый пункт                                                               | Численность населения (2005 год) | Численность населения (2010 год) |
| --------- | ------------------------------------------------------------------------------ | -------------------------------- | -------------------------------- |
| 017       | Всего                                                                          | 4340                             | 4464                             |
| 0015      | Шкалакцонот (исп. Xkalakdzonot) 20°26′21″ с. ш. 88°34′10″ з. д.                | 770                              | 789                              |
| 0017      | Шкоптейль (исп. Xkopteil) 20°30′45″ с. ш. 88°34′52″ з. д.                      | 754                              | 773                              |
| 0011      | Тисимуль (исп. Ticimul) 20°35′48″ с. ш. 88°33′09″ з. д.                        | 642                              | 726                              |
| 0001      | Чанком (исп. Chankom) 20°34′05″ с. ш. 88°30′48″ з. д. (административный центр) | 628                              | 685                              |
| 0013      | Шанла (исп. Xanlá) 20°31′02″ с. ш. 88°29′35″ з. д.                             | 406                              | 399                              |
| 0083      | Мучукушках (исп. Muchucuxcáh) 20°28′37″ с. ш. 88°27′03″ з. д.                  | 314                              | 318                              |

## Экономика
По статистическим данным 2000 года, работоспособное население занято по секторам экономики в следующих пропорциях:
- сельское хозяйство и скотоводство — 73,2 %;
- производство и строительство — 10,3 %;
- торговля, сферы услуг и туризма — 7,6 %;
- безработные — 8,9 %.

## Инфраструктура
По статистическим данным 2010 года, инфраструктура развита следующим образом:
- электрификация: 92,9 %;
- водоснабжение: 98,8 %;
- водоотведение: 39,4 %.

## Достопримечательности
В муниципалитете есть несколько археологических памятников: Тисимуль, Шкокайль, Косиль и Кочила́.